# Gogangra laevis
Gogangra laevis е вид лъчеперка от семейство Sisoridae.

## Разпространение
Видът е разпространен в Бангладеш.